# Charles Somerset (1. hrabia Worcester)
Charles Somerset, 1. hrabia Worcester KG (ur. ok. 1460, zm. 15 kwietnia 1526), angielski możnowładca, nieślubny syn Henryka Beauforta, 3. księcia Somerset, i Joan Hill.
Somerset został pasowany na rycerza 7 sierpnia 1485 r. W 1487 r. został konstablem zamku Hemsley. W latach 1488–1514 był kapitanem Ochotników Gwardii. Również w 1488 r. został admirałem floty. W październiku 1492 uczestniczył w oblężeniu Boulogne. W 1497 r. znalazł się w armii królewskiej wysłanej w celu stłumienia powstania w Kornwalii. Odznaczył się na polu bitwy pod Deptford Bridge, za co został rycerzem banneretem. Przed 1498 został kawalerem Orderu Podwiązki i członkiem Tajnej Rady. Objął również stanowisko wiceszambelana Dworu Królewskiego.
Od 28 września 1501 do lipca 1502 był angielskim ambasadorem na dworze cesarza Maksymiliana I. W 1504 został konstablem zamków Montgomery i Pains. Od czerwca do sierpnia 1505 był ambasadorem we Francji. W 1508 został Lordem Szambelanem. W 1509 został konstablem zamków Ruthin, Monmouth, Cardiff i Three Castles, oraz szeryfem hrabstwa Glamorganshire. W 1510 r. został konstablem zamku Abergavenny. Brał udział w kampanii Henryka VIII we Francji w 1513, gdzie dowodził strażą tylną. W 1514 otrzymał tytuł 1. hrabiego Worcester. W 1514 towarzyszył księżniczce Marii w drodze na jej ślub z Ludwikiem XII. Brał udział w przygotowaniach do spotkania monarchów Anglii i Francji na Polu Złotogłowia w 1520 r.
Był trzykrotnie żonaty. Po raz pierwszy ożenił się 2 czerwca 1492 z Elizabeth Herbert, 3. baronową Herbert (ok. 1476 – ok. 1513), córką Williama Herberta, 2. hrabiego Pembroke, i Mary Woodville, córki 1. hrabiego Rivers. Charles i Elizabeth mieli razem syna i córkę:
- Henry Somerset (1496 – 26 listopada 1549), 2. hrabia Worcester
- Elizabeth Somerset, żona Johna Savage’a i Williama Breretona

Drugą żoną Worcestera została ok. 1513 r. Elizabeth West, córka Thomasa Westa, 8. barona De La Warr, i Elizabeth Mortimer, córki Hugh Mortimera. Charles i Elizabeth mieli razem dwóch synów i córkę:
- Charles Somerset
- George Somerset
- Mary Somerset, żona Williama Greya, 13. barona Grey de Wilton, i Roberta Carre'a

Po raz trzeci Worcester ożenił się z Eleanor Sutton (przed 1508 – przed 1549), córką Edwarda Suttona, 2. barona Dudley, i Cicely Willoughby, córki sir Williama Willoughby. Małżonkowie nie mieli razem dzieci.
Worcester zmarł w 1526 r. Został pochowany w kaplicy św. Jerzego w zamku Windsor. Tytuł hrabiowski odziedziczył jego najstarszy syn.